# Parafia wojskowo-cywilna Matki Bożej Królowej Polski w Rzeszowie
Parafia wojskowo-cywilna Matki Bożej Królowej Polski w Rzeszowie − parafia znajdująca się w dekanacie Rzeszów Południe diecezji rzeszowskiej oraz Dekanacie Wojsk Lądowych Ordynariatu Polowego Wojska Polskiego.

## Historia
Na początki XVIII wieku bogaty mieszczanin rzeszowski pochodzenia ormiańskiego Andrzej Passkowicz – zbudował klasztor i kościół Reformatów, który  21 września 1722 roku został poświęcony pw. Najświętszej Maryi Panny. W 1787 roku Austriacy posiadający w Rzeszowie garnizon wojskowy, przeznaczyli kościół po usunięciu elementów sakralnych i dekoracyjnych na magazyny, a w miejscu zlikwidowanego klasztoru urządzono szpital wojskowy.
Początkowo parafia garnizonowa znajdowała się przy kościele farnym. W 1920 roku Antoni Weiss rozpoczął starania o przeznaczenie magazynów na kościół garnizonowy. W grudniu 1922 roku decyzją Ministerstwa Spraw Wojskowych magazyny zostały przeznaczone na kościół garnizonowy. W latach 1923–1928 dokonano przebudowy kościoła. 28 listopada 1928 roku ks. płk Ludwik Jaroński poświęcił kościół pw. Najświętszej Maryi Panny Królowej Polski.
W czasie II wojny światowej Niemcy ponownie zamienili kościół na magazyny, który został niemal całkowicie zniszczony. W latach 1955–1960 kapelanem był ks. Julian Humeński, który przeprowadził gruntowną konserwację kościoła. W 1960 roku bp Franciszek Barda, dokonał poświęcenia odbudowanego kościoła. 14 sierpnia 1969 roku dekretem bpa Ignacego Tokarczuka została erygowana parafia wojskowo-cywilna, a powtórnie ustanowił ją 21 stycznia 1993 bp polowy Wojska Polskiego Sławoj Leszek Głódź. Do roku 2012 parafia należała do Krakowskiego Dekanatu Wojskowego.

## Proboszczowie kapelanii garnizonu w Rzeszowie
Źródło: 
1918–1919. ks. Józef Jałowy.
1919–1921. ks. Jakub Stec.
1921–1939. ks. płk Franciszek Kisiel.
1945–1947. ks. kpt. Franciszek Wojtyło.
1947–1948. ks. kpt. Maksymilian Goszyc.
1948–1951. ks. płk. Franciszek Kisiel.
1951–1955. ks. mjr Franciszek Frankowski.
1955–1960. ks. płk. Julian Humeński.
1960–1961. ks. Władysław Długosz.
1961–1963. ks. Wenancjusz Maćkowiak.
1963–1967. ks. płk Antoni Golębski.
1967–1986. ks. ppłk Józef Pałęga.
1986–1990. ks. ppłk Edward Zakrzewski.
1990–1997. ks. kan. mjr Marian Homa.
1997–2001. ks. ppłk Tadeusz Skrzyniarz.
2001–2004. ks. kmdr ppor Leon Szot.
2004–2015. ks. płk Tomasz Anisiewicz.
2015–2022 ks. prał. płk Władysław Maciej Kozicki
od 2022 ks. kmdr por. dr Grzegorz Golec